# Madamakkanal, Hukeri
Madamakkanal là một làng thuộc tehsil Hukeri, huyện Belgaum, bang Karnataka, Ấn Độ.